# جانقو قوا (کوسکو)
جانقو قوا (به اسپانیایی: Janq'u Q'awa) یک کوه در پرو است که در Peru, Cusco Region واقع شده‌است. جانقو قوا ۴٬۸۰۰ متر بالاتر از سطح دریا واقع شده‌است.